# 寺崎千波也
寺崎 千波也（てらさき ちはや、7月31日 - ）は、日本の男性声優。北海道出身。以前は青二プロダクションに所属していた。

## 略歴
総合学園ヒューマンアカデミー新宿校出身。
2023年12月31日青二プロダクションを退所。

## 人物
趣味にはゲーム、怪獣特撮鑑賞、散歩をそれぞれ挙げている。剣道二段、幼稚園教諭2種免許、保育士資格をそれぞれ持つ。
ヒューマンアカデミーに入所した理由は、オーディションの多さと講師陣の指導に打ち出し方に飛びつくしかなかったと思ったからだという。
声優になろうと思ったきっかけは母が声優好きであり、子供の頃から声優について聞いていたことから。1人の役者が色々な役や人以外の生物を演じるという魅力に強く惹かれたという。また、『セイント・ビースト』と『最遊記』のキャラクターソングをずっと聴かせられていたこともその一つだという。

## 出演

### テレビアニメ
2019年
- ゲゲゲの鬼太郎（第6作）（2019年 - 2020年、竹人間、妖怪、吸血鬼、ひょうすべ、あまめはぎ 他）
- ONE PIECE（2019年 - 2023年、衛兵、男国民、侍、ギフターズ、コンポ 他）
- Fate/Grand Order -絶対魔獣戦線バビロニア-（ガルラ霊）
- ハイスコアガールII（参加者1）

2020年
- デジモンアドベンチャー:（2020年 - 2021年、所員、ヒューストンFD、トループモン、マッシュモン、ガワッパモン 他）
- アサティール 未来の昔ばなし（作業員）
- ちびまる子ちゃん（2020年 - 2023年、男性、カメラマン、風邪菌、田中くん）
- もっと!まじめにふまじめ かいけつゾロリ（衛士3、海賊）
- テイルズ オブ クレストリア-咎我ヲ背負いて彼は発つ-

2021年
- D_CIDE TRAUMEREI THE ANIMATION（アナウンス、声、マスコミ、ガードマン）
- 世界最高の暗殺者、異世界貴族に転生する（ヴィコーネ兵）

2022年
- 勇者、辞めます（ゴブリンD）
- デジモンゴーストゲーム（トシ君、ベツモン、農夫）
- シルバニアファミリー シリーズ（2022年 - 2023年、アレックス、バーナード） - 2シリーズ

2023年
- 贄姫と獣の王（家臣A）

2025年
- キン肉マン 完璧超人始祖編（観客）

### 劇場アニメ
- ONE PIECE STAMPEDE（2019年、海賊 他）
- 劇場版ポケットモンスター ココ（2020年）
- 劇場版 美少女戦士セーラームーンEternal（2021年、ファン）
- ドラゴンボール超 スーパーヒーロー（2022年、33番兵士）

### Webアニメ
- 斉木楠雄のΨ難 Ψ始動編（2019年、男子生徒C）
- BASTARD!! -暗黒の破壊神-（2022年、城兵、間者）

### ゲーム
2010年代
- 無双OROCHI 3（2018年、兵士）
- ペルソナ5 ザ・ロイヤル（2019年、学生 他）
- 新サクラ大戦（2019年、男D）
- 無双OROCHI 3 Ultimate（2019年、兵士）

2020年代
- テイルズ オブ アライズ（2021年）
- スーパーロボット大戦30（2021年）
- ドラゴンボールZ カカロット（2023年）

### 吹き替え
- アニマル・ベイビーズ 動物園で生まれた赤ちゃん（飼育員）

### ボイスオーバー
- 世界くらべてみたら

### ラジオドラマ
- 青山二丁目劇場
  - 話しかけてもいい人（部下）
  - カラッポ（ろくろ首）

### シリーズ一覧
1. ↑  『フレアのハッピーダイアリー』（2022年）、『フレアのゴー・フォー・ドリーム!』（2023年）